# Đại phẩm bát-nhã kinh
Đại phẩm bát-nhã kinh (zh. 大品般若經; sa. Pañcaviṃśatisāhasrikā Prajñāpāramitā), còn được gọi là Nhị vạn ngũ thiên tụng bát-nhã (二萬五千頌般若), Ma-ha Bát-nhã-ba-la-mật kinh (摩訶般若波羅蜜經), Đại phẩm kinh (大品經), Đại trí độ vô cực kinh (大智度無極經), là một kinh văn của Phật giáo Đại thừa. Phiên bản Hán ngữ phổ biến nhất được dịch vào thời Hậu Tần bởi do Cưu-ma-la-thập dịch. Đại Chính tân tu Đại tạng kinh phân loại kinh văn này trong phần Bát-nhã bộ.
Bộ kinh này chủ yếu nói về nguyên lý bát-nhã và tính không của Phật giáo, và thường được thể hiện trong tình tiết Xá-lợi-phất và Tu-bồ-đề nghiên cứu về tính không của nhau.

## Phiên bản

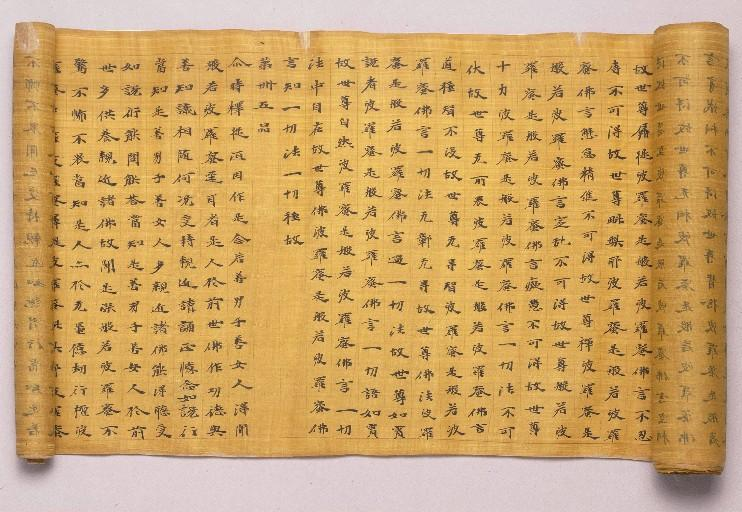
Các chương thứ 44 và 45 của Đại phẩm bát-nhã kinh được phát hiện trong hang Mạc Cao ở Đôn Hoàng.

Một số bản dịch Hán ngữ còn tồn tại của kinh văn này có:
- Quang tán Bát-nhã ba-la-mật kinh (光讚般若波羅蜜經), do Tây Tấn Trúc Pháp Hộ dịch, 10 quyển.
- Phóng quang Bát-nhã ba-la-mật kinh (放光般若波羅蜜經), do Tây Tấn Vô-la-xoa (sa. Mokṣala, zh. 无罗叉) dịch, 20 quyển.
- Ma-ha Bát-nhã-ba-la-mật kinh (摩訶般若波羅蜜經), do Diêu Tần Cưu-ma-la-thập dịch, 30 quyển, 90 phẩm. Theo Đại trí độ luận, bản gốc tiếng Phạn có 22.000 câu tụng.
- Đại Bát-nhã kinh (大般若经), đệ nhị hội, do Đường Huyền Trang dịch, 78 quyển và 85 phẩm. Bản gốc tiếng Phạn có 25.000 câu tụng.
- Đại Bát-nhã kinh (大般若经), đệ tam hội, cũng do Đường Huyền Trang dịch, 59 quyển và 31 phẩm. Bản gốc tiếng Phạn có 18.000 câu tụng.

## chú thích
1. ↑  《摩诃般若波罗蜜经》（卷14）：“诸天子，空相是深般若波罗蜜相，无相、无作、无起、无生、无灭、无垢、无净，无所有法无相，无所依止虚空相，是深般若波罗蜜相。诸天子，如是等相，是深般若波罗蜜相。”